# Quest (curtmetratge)
Quest és una curtmetratge d'animació alemany del 1996 dirigit per Tyron Montgomery, i escrit i produït per Thomas Stellmach a la Universitat de Kassel - Art College. Després de quatre anys de producció, va guanyar diversos premis, inclòs l'Oscar al millor curtmetratge d'animació.
Amb el suport de la Junta Federal de Cinema d'Alemanya i el Fons Cultural de Cinema de l'Estat de Hesse, la pel·lícula d'animació de titelles es va rodar fotograma per fotograma amb un ARRI II BV i un motor d'un fotograma autoconstruït. El personatge estava fet d'esquelet de llautó, escuma de làtex i sorra. Juntament amb el paper volador, les pedres que cauen i les màquines giratòries, el titella va ser manipulat i fotografiat 19.000 vegades i es va revisar només per control de vídeo. No es va utilitzar cap programari de composició digital.
'Quest està distribuït per Thomas Stellmach. També forma part de l'Animation Show of Shows també.

## Argument
A la recerca d'aigua, un titella de sorra abandona el món de sorra on viu. Vaga per altres mons fets de paper, pedra i ferro, seguint el so de l'aigua que degota. Al final, el titella de sorra aconsegueix arribar a l'aigua... d'una manera molt tràgica.

## Premis
- Oscar al millor curtmetratge d'animació 1996, (premiat el 1997), Los Angeles[5]
- CARTOON D'OR 96, millor pel·lícula del European Animated Prize Winner Films, atorgat per l'Associació Europea de Cinema d'Animació, Brussel·les, Bèlgica
- Premi al millor curtmetratge al XXIX Festival Internacional de Cinema Fantàstic de Sitges[6]
- Danzante de Plata al Festival Internacional de Cinema d'Osca

## Preservació
L'Academy Film Archive va preservar Questel 2010.